# Ребров Іван Павлович (партійний діяч)
Іван Павлович Ребров (нар. 1890 — ?) — киргизький радянський партійний діяч, 1-й заступника голови РНК (РМ) Киргизької РСР. Депутат Верховної Ради СРСР 1—2-го скликань (1941—1950).

## Біографія
Член ВКП(б).
У 1937—1951 роках — заступник голови Ради народних комісарів (з 1946 року — Ради міністрів) Киргизької РСР.
Виконував обов'язки голови Ради народних комісарів Киргизької РСР від 27 квітня до 19 липня 1938 року.
Депутат Верховної ради СРСР 1-го (член Ради Національностей) і 2-го скликань.

## Нагороди
- орден Леніна
- орден Трудового Червоного Прапора
- медалі